# Lagoa dos Gatos
Lagoa dos Gatos es un municipio del estado de Pernambuco, Brasil. Tiene una población estimada al 2020 de 16.318 habitantes, según datos del IBGE.

## Historia
Establecido por exploradores portugueses a finales del siglo XVIII era conocido como Peri-Peri. Lagoa dos Gatos fue reconocido como distrito en 1839. En 1928 fue renombrado a Frei Caneca y en 1938 adoptó el nombre actual.
El nombre del municipio, que literalmente significa "laguna de los gatos", fue usado según leyendas locales por los primeros exploradores que observaron un grupo de gatos tigre en una pequeña laguna.
En 1832 los cerros que rodean al municipio fueron escenario de la Cabanada o "Guerra de los Cabanos".